# Кыркещ
Кыркещ — деревня в Княжпогостском районе республики Коми  в составе  городского поселения Емва.

## География
Находится на расстоянии примерно 10 км на север по прямой от районного центра города Емва на правом берегу реки Вымь. 

## История
Известна с 1608 года.

## Население
Постоянное население  составляло 14 человек (коми 86%) в 2002 году, 10 в 2010 .